# Pizzagate

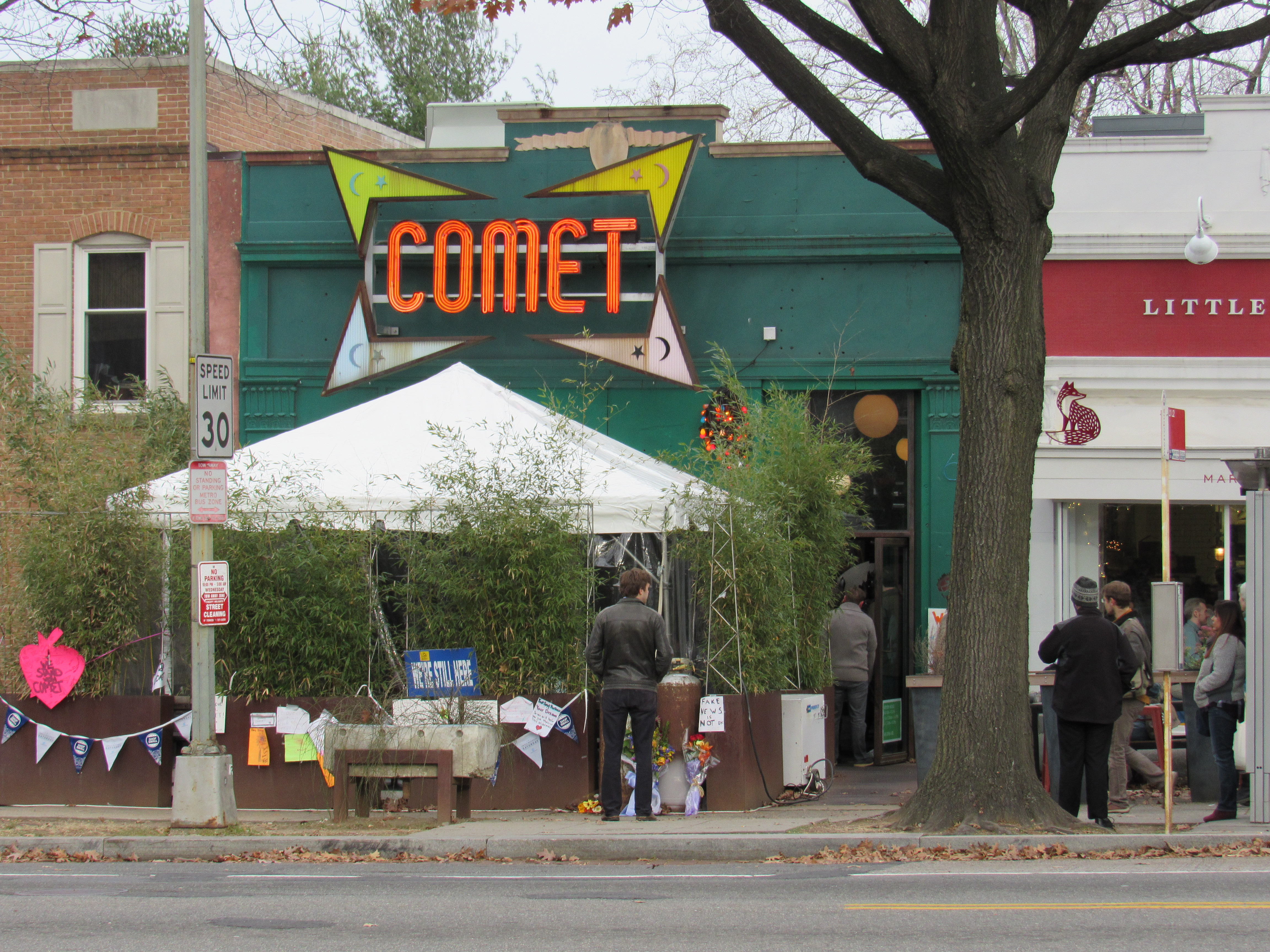
Restaurant Comet Ping Pong.

Pizzagate is een complottheorie die viraal ging tijdens de presidentsverkiezing in de Verenigde Staten van 2016. De samenzweringstheorie is uitgebreid in diskrediet gebracht en ontmaskerd door een breed scala aan organisaties waaronder de Metropolitan Police Department van het district Columbia.
In de herfst van 2016 werd het persoonlijke e-mailaccount van John Podesta – de campagneleider van Hillary Clinton – gehackt in een "spear phishing-aanval". Zijn e-mails werden vervolgens openbaar gemaakt door WikiLeaks. Aanhangers van de Pizzagate-samenzweringstheorie beweerden dat de e-mails gecodeerde berichten bevatten die verwezen naar mensenhandel, een pedofilienetwerk, meerdere Amerikaanse restaurants en hoge functionarissen van de Democratische Partij. Ook het pizzarestaurant "Comet Ping Pong" in Washington DC zou hierin betrokken zijn.
Leden van het alt-right en andere tegenstanders van de presidentiële campagne van Clinton verspreidden de samenzweringstheorie via de sociale media, zoals 4chan en Twitter. Een man uit North Carolina reisde naar Comet Ping Pong om deze samenzwering te onderzoeken, waarbij hij met een vuurwapen in het restaurant een schot loste. Daarnaast ontvingen de restauranteigenaar en het personeel doodsbedreigingen.
Onder meer naar aanleiding van deze gebeurtenissen stelde de FBI dat ook van aanhangers van samenzweringstheorieën een binnenlandse terroristische dreiging kon uitgaan. 